# ماتیاس خونارتس
ماتیاس خونارتس (هلندی: Matthias Schoenaerts؛ زاده ۸ دسامبر ۱۹۷۷) در آنتورپ، بلژیک) بازیگر اهل بلژیک است. او پسر بازیگر بلژیکی، جولین خونارتس است. خونارتس بیشتر به‌خاطر بازی در فیلم‌های لافت، کله‌شق، زنگار و استخوان، کورسک، دختر دانمارکی و سوپرگرل: زن فردا به شهرت رسید.